# Stefan Gądzio
Stefan Gądzio, ps. „Kos”, „Bogumił”, „Marek” (ur. 25 października 1900 we wsi Eufeminów, zm. w sierpniu 1945 w Kielcach) – major piechoty Wojska Polskiego.

## Życiorys
Syn Walentego i Marianny Sętkowskiej. Uczestnik wojny polsko-bolszewickiej, oficer służby stałej Wojska Polskiego w okresie II Rzeczypospolitej, uczestnik kampanii wrześniowej, żołnierz Armii Krajowej w czasie okupacji.

## Służba w okresie międzywojennym
W 1920 roku wziął udział w bitwie warszawskiej jako żołnierz 28 pułku Strzelców Kaniowskich. Po zakończeniu wojny z bolszewikami pozostał w macierzystym pułku jako podoficer zawodowy. W latach 1926–1928 był słuchaczem Oficerskiej Szkoły dla Podoficerów w Bydgoszczy. 15 sierpnia 1928 roku Prezydent RP mianował go podporucznikiem ze starszeństwem z dniem 15 sierpnia 1928 roku i 14. lokatą w korpusie oficerów piechoty, a Minister Spraw Wojskowych wcielił do 27 pułku piechoty w Częstochowie. Na porucznika został awansowany ze starszeństwem z dniem 1 stycznia 1931 roku i 32. lokatą w korpusie oficerów piechoty. W 1934 roku pełnił służbę w pułku KOP „Głębokie”. W 1935 roku ukończył kurs dowódców kompanii w Centrum Wyszkolenia Piechoty w Rembertowie, a w następnym roku awansował na kapitana. W latach 1936–1939 pełnił służbę w Centrum Wyszkolenia Piechoty w Rembertowie na stanowisku wykładowcy wyszkolenia strzeleckiego i broni. W czasie kampanii wrześniowej 1939 roku dowodził kompanią asystencyjną 39 Dywizji Piechoty.

## Służba w Armii Krajowej
W okresie od 14 lutego 1941 do grudnia 1943 Stefan Gądzio był komendantem Obwodu Jędrzejów ZWZ-AK.
Jego pierwszym ważniejszym rozporządzeniem było wydanie rozkazu do komendantów placówek z początku maja 1942 o utworzeniu oddziałów dywersyjnych.
Z początkiem maja 1943 „Kos” awansował na stopień majora. W tym czasie wydał rozkaz likwidacji hitlerowskiego oprawcy Helmuta Kappa. Polecenie przekazano dwom grupom AK z terenu Jędrzejowa. Pierwszą z nich był patrol dywersyjny dowodzony przez Hieronima Piaseckiego, druga grupa składała się z trzech trzyosobowych sekcji likwidacyjnych. Rozkaz wykonano 31 maja 1943.
15 sierpnia 1943 mjr „Kos” wydał rozkaz niszczenia lub palenia młockarni przeznaczonych do szybkiego omłotu zboża. W lutym 1944 dowodził brawurową akcją odbicia pięciu żołnierzy AK z Gestapo w Jędrzejowie.
W 1944 został szefem Oddziału VI (Biuro Informacji i Propagandy) Komendy Okręgu Radomsko-Kieleckiego AK.

## Okoliczności śmierci
W sierpniu 1945 został aresztowany przez UB i po brutalnym śledztwie zamordowany. Do dziś nie jest znane miejsce jego pochówku.

## Ordery i odznaczenia
- Krzyż Komandorski z Gwiazdą Orderu Odrodzenia Polski – pośmiertnie w listopadzie 2009 roku przez Prezydenta RP Lecha Kaczyńskiego „za wybitne zasługi dla niepodległości Rzeczypospolitej Polskiej”[5]. 12 listopada 2009, zgodnie z życzeniem rodziny, przedstawiciel Kancelarii Prezydenta RP przekazał Order do Izby Pamięci Zespołu Szkół Ponadgimnazjalnych Nr 2 im. gen. Stefana Roweckiego „Grota” w Jędrzejowie[5].
- Srebrny Krzyż Zasługi

## Upamiętnienie

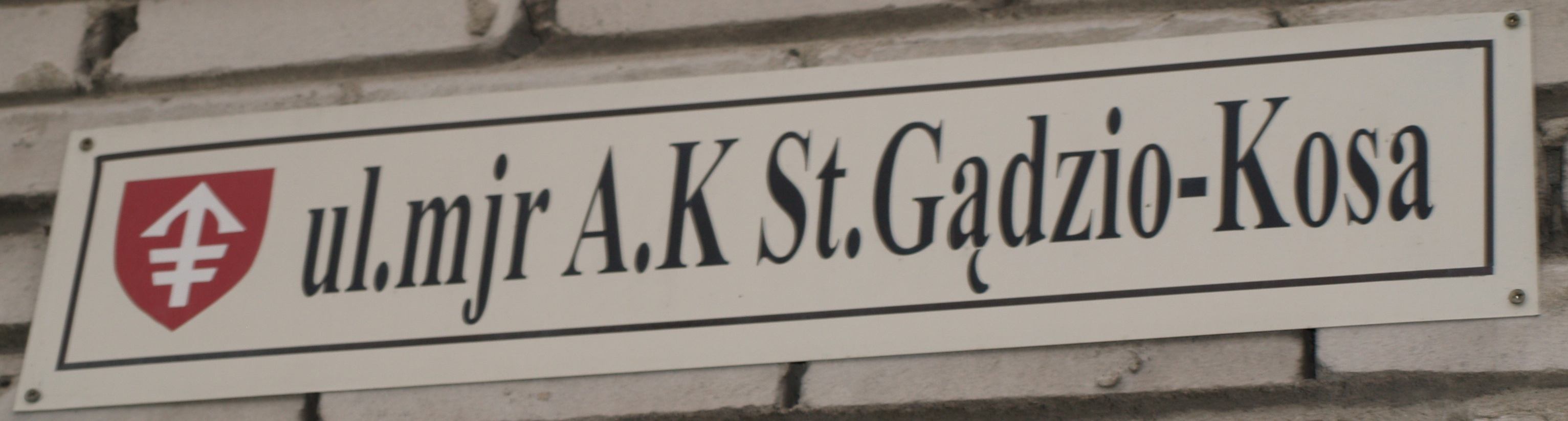
Ulica Stefana Gądzio-Kosa w Jedrzejowie

W 1994 r. ulicę Dolną w Jędrzejowie przemianowano na ulicę mjr. AK Stefana Gądzio „Kosa”.
Obok Szkoły Zawodowej im. Grota Roweckiego, na ul. Okrzei w Jędrzejowie znajduje się jego pomnik.